# Петар I - краљ Ослободилац (књига)
Петар I - краљ Ослободилац јесте библиофилска историографска монографија мр Душана М. Бапца, објављена 2019. године. Представља луксузно опремљену и богато илустровану монографију краља Петра I Карађорђевића, владара Краљевине Србије (1903–1918) и Краљевине Срба, Хрвата и Словенаца (1918–1921)

## Аутор
Душан М. Бабац (1969) је српски магистар геолошких наука, хералдичар, публициста, члан крунског већа Александра Карађорђевића и директор Фонда Краљевски двор. Његов отац је филмски теоретичар и редитељ Марко Бабац, а деда је био пешадијски мајор Југословенске војске и помоћник команданта београдских корпуса ЈВуО током Другог светског рата генералштабног мајора Жарка Тодоровића Валтера. Један је од водећих српских војних публициста и аутор је неколико десетина монографија из српске војне историје, од којих је највећи део објавио Медија центра Одбрана Министарства одбране Републике Србије.

## Серијал
Књига представља једну у низу монографија из серијала о нововековним српским владарима, које Душан М. Бабац годинама приређује. Хронолошки иза ње, али по времену издања претходи јој књига Александар I - витешки краљ, као и мемоарски списи краља Петра II Карађорђевића Мој живот, објављени на почетку серијала.